# Charytín
María del Rosario Goico Rodríguez (Santa Cruz del Seibo, El Seibo; 23 de mayo de 1949), conocida como Charytín Goico o simplemente Charytín, es una cantante, presentadora de televisión y actriz dominicana.

## Primeros años
Nació en Santa Lucía, en la provincia de El Seibo. Es hija del abogado dominicano Salvador Goico Morel y la española María del Rosario Rodríguez (abogada proveniente de Asturias, quien se exilió de la dictadura franquista). A través de su padre tiene ascendencia española (de Aragón, Cataluña y La Rioja), francesa, rusa y serbo-montenegrina;  su padre fue tataranieto de Gerónimo Goicovich, un inmigrante montenegrino en Puerto Rico, hijo de un ruso y una serbo-montenegrina. Charytín Goico, así también como José Enrique Arrarás (padre de María Celeste Arrarás), son tataranietos de Justo Goico Cebollero padre, hermano de Pedro Goico Cebollero.
Charytín es bisnieta de Emilio Morel Peguero.
Cuando su madre se peleó con su padre, se llevó a Charytín y su hermana a España. Cuando sus padres se reconciliaron —diez años después—, volvieron a vivir en República Dominicana.

## Carrera
Durante los setenta comenzó apariciones en el programa El Show del Mediodía producido por Tommy Muñiz, así como en un programa de televisión semanal, ambos transmitidos en el Canal 4 de Puerto Rico WAPA-TV, el cual salía al aire cada domingo en la noche hasta 1985. En sus programas utilizaba elegantes vestidos y peinados. Como invitados a su programa recibía artistas de Puerto Rico y de países de Latinoamérica.  En el canal 4 presentó el especial Las rosas blancas el cual le ganó en los EE. UU. el "Peabody Award". Su programa de televisión semanal también se transmitió por WLUZ-TV, Canal 7, cuando el canal fue propiedad de Tommy Muñiz.
Charytín se convirtió en una estrella internacional representando a su país natal, República Dominicana, en el Festival OTI para el año 1974.  En esa ocasión interpretó la canción "Älexandra" la que se convirtió en emblemática para la artista. Más adelante también internacionalizó la canción "Mosquita muerta" (el cual era el nombre de un personaje que ella representaba en su show televisivo). La canción se convirtió en éxito en México, Venezuela y Perú. En sus pasos de comedia televisados personificando a la "Mosquita" frecuentemente era acompañada por la actriz Lolita Berrio, quien caracterizaba el papel de Gervi.
En 1982, Charytín actuó en la película Prohibido amar en Nueva York con el actor mexicano Julio Alemán (estrenada en México en 1984). Dos de las canciones de la banda sonora, "Tiempo" y "Para llegar", se convirtieron en éxitos.
Para 1985 lanza el disco Verdades Desnudas, el cual fue producido por el cantante, compositor y productor español Camilo Sesto.
En 1986, actuó junto a Iris Chacón, el actor dominicano Andrés García y la cantante puertorriqueña Yolandita Monge en una telenovela llamada Escándalo.
A principios de los años noventa hizo algunos tours artísticos y viajó varias veces a Puerto Rico. En 1990 volvió a la televisión con su programa El show de Charytín.
En 2002, Charytín funge como presentadora principal de Escándalo TV junto a Marisa del Portillo, Felipe Viel y Lilia Luciano, para Telefutura.
En 2006 dirigió un programa televisivo de entretenimientos para Univisión.
En 2007, la Asociación de Cronistas de Arte (ACROARTE) de la República Dominicana le otorga el El Soberano, por su trayectoria artística.
En 2013, regresa a la TV internacional en horario prémium, gracias a Mega TV, con un nuevo programa de variedades y entrevistas, llamado simplemente CHARYTÍN.

## Vida personal
Charytín se mudó a Puerto Rico en los años 1970, donde conoció a quien sería su esposo, el productor y actor de televisión Elin Ortiz.
En 1979, tuvo su primer hijo, Shalim, quien ahora es cantante y actor
En 1988 Charytín se mudó a Miami (Florida) con Elin y Shalim.
En 1989 tuvo gemelos, Sharina y Alexander Ortiz.
En mayo de 2007 renovó votos con su esposo Elin en Walt Disney World, Orlando. Estuvieron como invitados varios artistas y personalidades, entre ellos: Marco Antonio Solís, Milly Quezada, Johnny Ventura, Nancy Álvarez, Noelia, Walter Mercado, Talina Fernández, Graciela Beltrán entre otros.
En septiembre de 2009 es abuela del primer hijo de Shalim Ortiz, Liam Michel Ortiz y quien nació en Beverly Hills, California.

## Discografía
- 1974 - Charytín
- 1975 - Alexandra
- 1975 - Bailemos El Bimbo
- 1976 - La Compositora
- 1977 - La Dulce Charytín
- 1978 - La Mosquita Muerta
- 1979 - Calor
- 1980 - Charytín
- 1980 - Grandes Éxitos
- 1982 - Hay Cariño (Sencillo)
- 1982 - Prohibido Amar En Nueva York
- 1983 - Guitarras Y Violines
- 1984 - Se Acabó...
- 1985 - 14 Éxitos
- 1985 - Verdades Desnudas
- 1987 - De Regreso Al Pasado
- 1988 - Por Ese Hombre
- 1992 - Sutil
- 1996 - Recuerdos...
- 2014 - 7 Vidas (Sencillo)

## Filmografía
| Año  | Título                       | Personaje |
| ---- | ---------------------------- | --------- |
| 2007 | (Yuniol)2                    | Aurora    |
| 1986 | Escándalo (telenovela)       |           |
| 1984 | Prohibido Amar En Nueva York | Janet     |
| 1981 | Las Vacaciones Del Amor      |           |

## Otros trabajos
1999: comerciales de televisión para Palmolive, con anuncios para los productos de lavado de vajilla de Palmolive.